# Nicolaie Pascu Goia
Nicolaie Pascu Goia (n. 27 ianuarie 1922, la Benic, județul Alba) este un sculptor român.

## Biografie
Nicolaie Pascu Goia s-a născut la 27 ianuarie 1922, în localitatea Benic, din județul Alba. În localitatea natală urmează cursurile școlii primare.
Trecut în neființă la 7 aprilie 2013, la București. 

## Opera

### Statui
- Statuia lui August Treboniu Laurian, la Fofeldea, județul Sibiu [1]
- Statuia lui V.A. Urechea, la Galați
- Statuia lui Ștefan Furtună
- Temerar - Alpinistul care a murit pe Himalaya (la Bușteni)
- Dunărea și holdele, la Turnu Măgurele
- Gemenii mamei
- Ocrotire (1)
- Ocrotire (2)
- Ocrotire (3)
- Bustul lui Constantin Brâncuși, la Muzeul Universității Politehnica din București (2000)

### Basoreliefuri
- Bătălia de la Vaslui (în colaborare cu pictorul Alex. Cumpata)
- Începutul răscoalei (la Liceul Horia, Cloșca și Crișan din Abrud, județul Alba)
- Începuturile răscoalei (la Câmpeni, județul Alba)
- Gogu Constantinescu (la Muzeul Universității Politehnica din București)